# Palau op de Olympische Zomerspelen 2016
Palau nam deel aan de Olympische Zomerspelen 2016 in Rio de Janeiro, Brazilië. Tot de selectie behoorden vijf atleten, actief in vier verschillende sporten, evenveel als bij de Spelen in 2012. Skilang Temengil, actief in het worstelen, droeg de vlag van Palau bij de openings- en sluitingsceremonie.

## Deelnemers en resultaten
(m) = mannen, (v) = vrouwen 

### Atletiek
| Olympiër       | Discipline | Resultaat | Prestatie                                               |
| -------------- | ---------- | --------- | ------------------------------------------------------- |
| Rodman Teltull | 100m (m)   | 63e       | voorronde serie 3: 1set in 10,53 serie 2: 8ste in 10,64 |

### Kanovaren
| Olympiër         | Discipline    | Resultaat | Prestatie                                             |
| ---------------- | ------------- | --------- | ----------------------------------------------------- |
| Marina Toribiong | K-1 200m (v)  | 24e       | serie 1: 6de in 48,913 halve finale 3: 8ste in 48,306 |
| Marina Toribiong | K-1 500 m (v) | 27e       | serie 2: 7de in 2.14,807                              |

### Worstelen
| Olympiër                   | Discipline  | Resultaat   | Prestatie                                            |
| Vrije stijl                | Vrije stijl | Vrije stijl | Vrije stijl                                          |
| -------------------------- | ----------- | ----------- | ---------------------------------------------------- |
| Florian Skilang Temengil V | –125kg (m)  | 19e         | kwalificatie: vrij 1ste ronde: V van HUN Ligeti: 0–4 |

### Zwemmen
| Olympiër                | Discipline         | Resultaat | Prestatie              |
| ----------------------- | ------------------ | --------- | ---------------------- |
| Shawn Dingilius-Wallace | 50m vrije slag (m) | 72e       | serie 3: 4de in 26,78  |
|                         |                    |           |                        |
| Dirngulbai Misech       | 50m vrije slag (v) | 65e       | serie 3: 1ste in 29,19 |